# Freemen on the Land
Als Freemen on the land wird eine lose Gruppe bezeichnet, deren ideologisch kleinster gemeinsamer Nenner die Annahme ist, dass das Statute Law gleich einem Vertrag funktioniere. Die Anhänger dieser These glauben, dass sie daher aus diesem Vertrag aussteigen und ihr privates Rechtssystem ausrufen könnten, das auf einem Naturrecht beruhe. Die „Freemen on the land“ tauchten erstmals in den 1970er- und den 1980er-Jahren in den USA auf und fanden Nachahmer in Irland, Großbritannien und Kanada. Das FBI stuft die Bewegung der „extremistischen Sovereign citizen“ als eine Terroristische Vereinigung ein.
Im kanadischen Gerichtsverfahren Meads v. Meads bezeichnete der Oberrichter John D. Rooke die Methoden und Argumentationen der Freemen on the land als „organisierte pseudorechtlich-kommerzielle Argumente“ („Organised Pseudolegal Commercial Arguments“) und beurteilte sie als unbegründet und missbräuchlich. Die Argumente der Freemen waren in keinem bekannten Fall erfolgreich. Rooke stellt fest, dass keine einzige der von den Freemen vertretenen Rechtsmeinungen in einem Prozess bestätigt wurde.

## Ideologie
Freemen glauben, dass das Statute Law ein Vertrag sei, den Individuen kündigen könnten, um stattdessen unter dem ungeschriebenen Gewohnheitsrecht, als Common Law bezeichneten Naturrecht, zu leben. Diesem Glauben zufolge verlangt das Naturrecht nur, dass Individuen andere Personen oder deren Eigentum nicht beschädigen dürfen, und man keinen Betrug begehen oder Verträge verletzen darf. Die Freemen vertreten die Anschauung, dass ein Dualismus zwischen dem Körper und einer dazugehörigen Rechtsperson bestehe. Die Rechtsperson werde durch die Geburtsurkunde repräsentiert und sei damit Gegenstand des Statute Law. Um sich von diesem zu distanzieren, ändern Freemen ihre Namen durch das Einfügen des Zusatzes „of the family“ zwischen Vor- und Nachnamen ab.
Ein Großteil der Freemen stützt ihre Ideologie auf idiosynkratischen Interpretationen des Seerechts, das die Freemen als für das Recht der Wirtschaft maßgeblich halten. Dieser Glaube stützt sich auf eigentümliche Interpretationen, die den Ursprung von Begriffen wie Eigentümerschaft (ownership), Bürgerschaft (citizenship) oder Geburtsurkunde (birth certificate – als Wortspiel zu berth (andocken)) im Seerecht vermutet. Freemen bezeichnen Gerichte in Referenz auf diese Vorstellungen als Schiffe und Angeklagte als Passagiere.
Freemen versuchen, ihr Naturrecht zur Geltung zu bringen, indem sie ihr Gegenüber fragen, ob dieses einen Anspruch gegen sie hätte. Ihrem Glauben zufolge widersprechen sie dadurch der Gültigkeit des staatlichen Rechts und machen ihr Naturrecht zur Grundlage eines Gerichtes, das infolgedessen nach diesem Naturrecht vorzugehen hätte.
Freemen akzeptieren keine Rechtsvertretung, da sie glauben, dass eine Zustimmung zu einer solchen ihre Bereitschaft zur Kooperation mit dem Staat signalisieren würde. Zu einem häufigen Motiv von Ideologien der Freemen zählt die These, dass Großbritannien und Kanada insolvent wären, weshalb das Seerecht in diesen Ländern Gültigkeit habe. Freemen sind der Ansicht, dass das Britische Pfund seit der Abschaffung des Goldstandards durch die britischen Bürger bzw. deren Rechtspersonen gestützt würde. Zu einem Kernpunkt des Glaubenssystems der Freemen zählt die Verschwörungstheorie, dass Staaten in Wirklichkeit Unternehmen („Firmen“) wären.

## Verträge
Freemen glauben, dass aufgrund ihres angeblichen Naturrechts, in dem Gleichheit eine allgegenwärtige Voraussetzung ist, Staatsbedienstete und andere Bürger in jedem Belang gleichgestellt wären. Gerichte, Justizpersonal und Exekutive hätten daher nicht mehr Befugnisse als ein jeder andere Bürger und müssten die Zustimmung einer Person einholen, um in Bezug auf diese tätig zu werden. Staatsbedienstete, die ein Individuum ohne dessen Zustimmung beamtshandeln, würden gegen ein Naturrecht verstoßen. Im Glaubenssystem der Freemen würde eine derartige Zustimmung durch Anträge und Registrierungen gegeben. Der Staat hätte ferner Individuen dazu gedrängt, ihren in der Glaubensvorstellung der Freemen von Geburt an bestehenden Status als Freemen aufzugeben, wofür sie im Gegenzug den Status eines „Kindes der Provinz“ oder „Schutzbefohlenen des Staates“ und damit den Anspruch auf Sozialleistungen erhielten.
Freemen glauben, dass der Staat sich eine Genehmigung von einem Subjekt einholen muss, um sich mit ihm und der von ihm sogenannten Rechtsperson in Verbindung zu setzen. Wenn eine Person gefragt würde, ob sie „John Smith“ sei und diese die Frage zustimmend beantwortet, so sei eine solche Zustimmung und damit die Überbrückung des von den Freeman behaupteten Dualismus vorbereitet, die Genehmigung würde durch das Einholen der Zustimmung des Subjekts vervollständigt. Das Recht wird lediglich als Einladung zum Eingehen eines Vertrags betrachtet und sei nur gültig, wenn ein Subjekt seine Zustimmung zu diesem gegeben hat. Freemen sind der Ansicht, dass der Staat Individuen durch Täuschungen zum Erteilen einer solchen Genehmigung zu motivieren versuche und senden daher Rechnungen, Bescheide und Vorladungen mit der Nachricht „Kein Vertrag – zurück an den Absender“ retour. Diese Rechtsinterpretation wird von Freemen häufig als Rechtfertigung für die Besetzung von Immobilien benutzt, die anschließend als „Botschaft“ und persönlicher Besitz des Besetzers ausgegeben werden.
Freemen versuchen häufig, ihre Unabhängigkeit durch eine „Bekanntmachung des Verständnisses, der Absicht und der Gültigkeit des Rechts“ zu dokumentieren, die sie an verschiedene Ämter und Institutionen wie Polizeidienststellen, Träger politischer Ämter oder die Königin von Großbritannien senden. Derartige Bekanntmachungen werden zumeist mit den Worten „Soweit es meinem Verständnis entspricht“ eingeleitet und beschreiben im Textverlauf die Meinung des Verfassers über das Rechtssystem und dessen nicht gegebene Zustimmung zu diesem.
Die Britische Publikation „Benchmark“ bemerkt zum Glaubenssystem der Freemen, dass dieses auf Missverständnissen und Wunschvorstellungen basiere, die von keinem Gericht anerkannt wurden.